# Sommer-Paralympics 2024/Teilnehmer (Äthiopien)
| stlisierte Goldmedaille | stlisierte Silbermedaille | stlisierte Bronzemedaille |
| ----------------------- | ------------------------- | ------------------------- |
| 2                       | 1                         | –                         |

Äthiopien nahm an den Paralympischen Spielen Paris 2024 vom 28. August bis zum 8. September 2024 mit 2 Leichtathletinnen und 2 Leichtathleten teil. Es war die neunte Teilnahme Äthiopiens bei Paralympischen Sommerspielen. Fahnenträger bei der Eröffnungsfeier waren Yayesh Gate Tesfaw und Yitayal Silesh Yigzaw.

## Medaillen

### Medaillenspiegel
| Rang | Sportart       | Gold | Silber | Bronze | Gesamt |
| ---- | -------------- | ---- | ------ | ------ | ------ |
| 1    | Leichtathletik | 2    | 1      | –      | 3      |

### Medaillengewinner
| Name/n                   | Sportart       | Wettkampf |
| ------------------------ | -------------- | --------- |
| Gold                     |                |           |
| Yayesh Gate Tesfaw       | Leichtathletik | 1500m T11 |
| Tigist Gezahagn Menigstu | Leichtathletik | 1500m T13 |
| Silber                   |                |           |
| Yitayal Silesh Yigzaw    | Leichtathletik | 1500m T11 |

## Teilnehmer nach Sportart

### Leichtathletik
| Athleten                 | Wettbewerb | Vorlauf/Vorkampf | Vorlauf/Vorkampf | Halbfinale | Halbfinale | Finale           | Finale | Rang   |
| Athleten                 | Wettbewerb | Zeit/Weite       | Rang             | Zeit/Weite | Rang       | Zeit/Weite       | Rang   | Rang   |
| ------------------------ | ---------- | ---------------- | ---------------- | ---------- | ---------- | ---------------- | ------ | ------ |
| Frauen                   |            |                  |                  |            |            |                  |        |        |
| Tigist Gezahagn Menigstu | 1500m T13  | —                | —                | —          | —          | 4:22,39 min      | 1      | Gold   |
| Yayesh Gate Tesfaw       | 1500m T11  | 4:46,34 min      | 1                | —          | —          | 4:27,68 min (WR) | 1      | Gold   |
| Männer                   |            |                  |                  |            |            |                  |        |        |
| Gemechu Amenu Dinsa      | 1500m T46  | —                | —                | —          | —          | 3:59,05 min      | 7      | 7      |
| Yitayal Silesh Yigzaw    | 1500m T11  | 4:06,11 min      | 2                | —          | —          | 4:03,21 min      | 2      | Silber |

WR: Weltrekord